# كريس براون (لاعب كريكت)
كريس براون (16 أغسطس 1974 في المملكة المتحدة - ) (بالإنجليزية: Chris Brown)‏ هو لاعب كريكت بريطاني. لعب مع Badureliya Sports Club ‏ وNorfolk County Cricket Club ‏ وUnicorns (cricket team) ‏.

## وصلات خارجية
- كريس براون على موقع إي آس بي آن كريك إنفو (الإنجليزية)